# لینو
لینو (به ایتالیایی: Lenno) یک منطقهٔ مسکونی در ایتالیا است که در ترمتزینا واقع شده‌ است. لینو ۹٫۶ کیلومتر مربع مساحت و ۱٬۸۰۰ نفر جمعیت دارد.